# Stenoptilia pelidnodactyla
Stenoptilia pelidnodactyla is een vlinder uit de familie vedermotten (Pterophoridae). De wetenschappelijke naam is voor het eerst geldig gepubliceerd in 1837 door Stein.
De soort komt voor in Europa.